# Nectridea
Los nectrídeos (Nectridea) son un grupo extinto de lepospóndilos que vivieron desde mediados del período Carbonífero Superior hasta comienzos del período Pérmico, correspondiendo los registros fósiles más antiguos a las especies Arizonerpeton wellsi y Urocordylus wandesfordii. La especialización y diversidad de los especímenes más antiguos sugiere un origen a comienzos del Carbonífero. Se distribuían en lo que hoy es Norteamérica, Europa y, con una excepción, en África del Norte (Diplocaulus minimus). El estudio de Vallin & Laurin (2004) considera a Nectridea como el grupo hermano de un clado conformado por Microsauria, Lysorophia y los anfibios modernos (Lissamphibia), mientras que Ruta & Coates (2007) definen a Nectridea como un grupo parafilético con respecto a Aistopoda.

## Morfología
Las especies en este grupo se caracterizan por presentar tamaños pequeños, con dimensiones que oscilaban entre los 10 y 50 centímetros. Poseían un tronco corto y una cola larga, siendo semejantes a los caudados. Las extremidades eran reducidas pero desarrolladas. Los huesos del carpo y del tarso estaban raramente osificados. Las vértebras exhibían un centrum en forma de bobina, con un arco neural y hemal alargados, estando el primero fusionado. Los cráneos carecían de muesca ótica, una pequeña depresión presente en la región posterior de los cráneos de algunos anfibios modernos (Lissamphibia) y en los temnospóndilos. Las especies del grupo Keraterpetontidae presentaban largos cuernos tabulares proyectados posteolateralmente, los cuales dan la impresión de un cráneo en forma de búmeran. En este último clado, tanto en los géneros Diplocaulus como Diploceraspis, los individuos juveniles no presentaban cuernos, los cuales iban desarrollando a medida que crecían.

## Ecología
La mayoría de las especies de este grupo eran exclusivamente acuáticas, formando una importante parte de la fauna de los pantanos y deposites de agua del Carbonífero de Europa y Norteamérica. Por lo general se desplazaban nadando de forma anguiliforme, para lo cual empleaban sus largas colas como medio de propulsión mientras que los troncos cortos les proporcionaban rigidez. Por otra parte, la morfología del género Scincosaurus sugiere una vida terrestre o parcialmente acuática.

## Evolución y sistemática

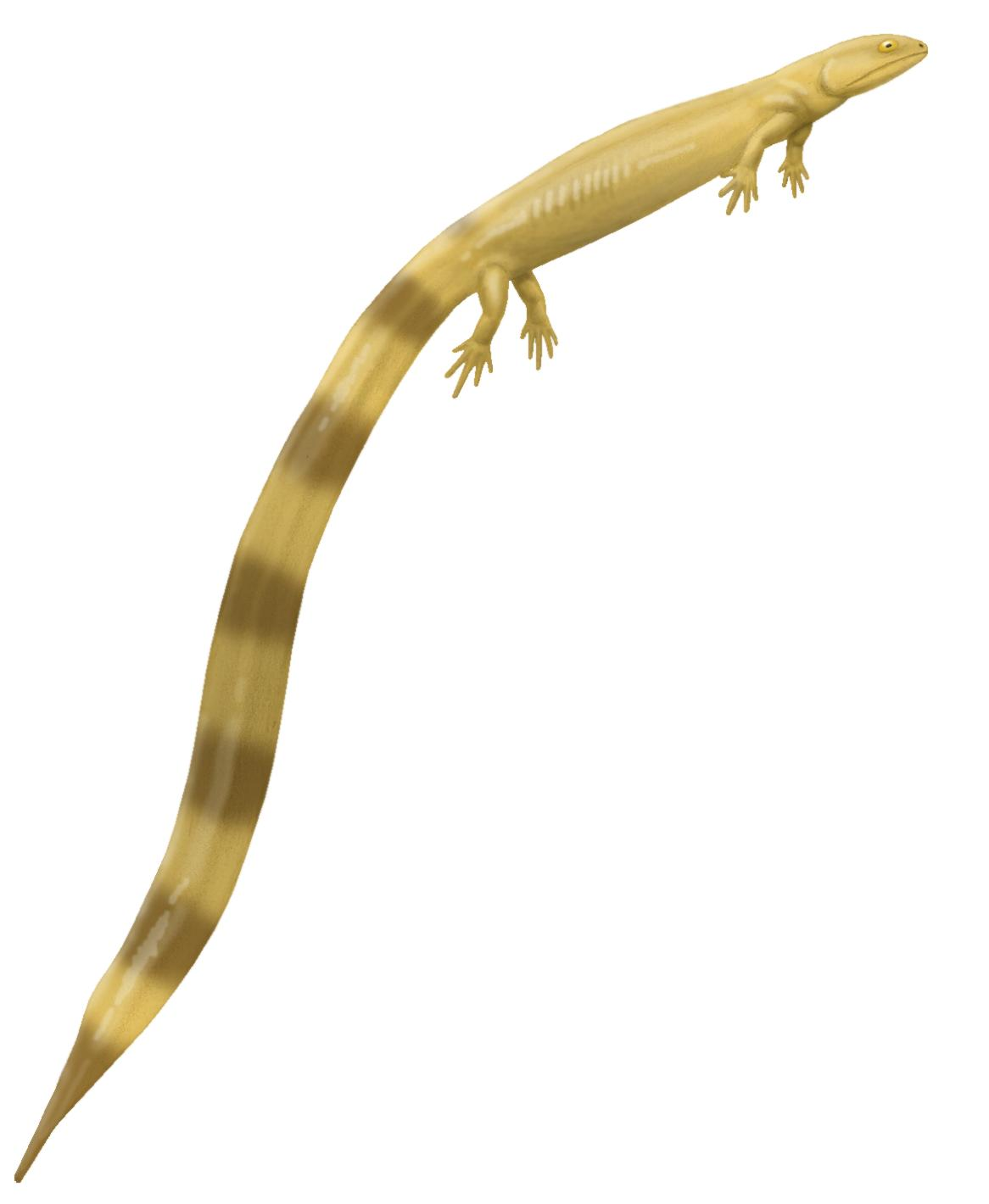
Urocordylus wandesfordii

Anderson (2001) ubica a Nectridea como parafilético respecto a un grupo conformado por Aistopoda y Lysorophia, estando este clado posicionado dentro de Microsauria. Por otra parte, Vallin & Laurin (2004) asignan a Nectridea como el grupo hermano de un clado en el cual Microsauria es parafilético con respecto a Lysorophia y los anfibios modernos (Lissamphibia), mientras que Aistopoda y Adelogyrinidae conforman una rama que es el grupo hermano del resto de los lepospóndilos. Una tercera hipótesis, planteada por Ruta et al. (2003), define a Nectridea como polifilético, estando dividido en un clado que integra a Scincosauridae y Keraterpetontidae, mientras que la otra rama agrupa a Urocordylidae y Aistopoda. Sin embargo, Ruta & Coates (2007) determinaron a Nectridea como parafilético respecto a Aistopoda.
|  | Scincosaurus |
|  |              |
|  | Sauravus     |
|  |              |

|  | Diceratosaurus                                                |
|  |                                                               |
|  | \| \| Diplocaulus \| \| \| \| \| \| Diploceraspis \| \| \| \| |
|  |                                                               |
|  | Diplocaulus                                                   |
|  |                                                               |
|  | Diploceraspis                                                 |
|  |                                                               |

|  | Diplocaulus   |
|  |               |
|  | Diploceraspis |
|  |               |

|  | Diceratosaurus                                                |
|  |                                                               |
|  | \| \| Diplocaulus \| \| \| \| \| \| Diploceraspis \| \| \| \| |
|  |                                                               |
|  | Diplocaulus                                                   |
|  |                                                               |
|  | Diploceraspis                                                 |
|  |                                                               |

|  | Diplocaulus   |
|  |               |
|  | Diploceraspis |
|  |               |

|  | Diceratosaurus                                                |
|  |                                                               |
|  | \| \| Diplocaulus \| \| \| \| \| \| Diploceraspis \| \| \| \| |
|  |                                                               |
|  | Diplocaulus                                                   |
|  |                                                               |
|  | Diploceraspis                                                 |
|  |                                                               |

|  | Diplocaulus   |
|  |               |
|  | Diploceraspis |
|  |               |

|  | Diceratosaurus                                                |
|  |                                                               |
|  | \| \| Diplocaulus \| \| \| \| \| \| Diploceraspis \| \| \| \| |
|  |                                                               |
|  | Diplocaulus                                                   |
|  |                                                               |
|  | Diploceraspis                                                 |
|  |                                                               |

|  | Diplocaulus   |
|  |               |
|  | Diploceraspis |
|  |               |

|  | Urocordylidae |
|  |               |
|  | Aistopoda     |
|  |               |

|  | Diceratosaurus                                                |
|  |                                                               |
|  | \| \| Diplocaulus \| \| \| \| \| \| Diploceraspis \| \| \| \| |
|  |                                                               |
|  | Diplocaulus                                                   |
|  |                                                               |
|  | Diploceraspis                                                 |
|  |                                                               |

|  | Diplocaulus   |
|  |               |
|  | Diploceraspis |
|  |               |

|  | Diceratosaurus                                                |
|  |                                                               |
|  | \| \| Diplocaulus \| \| \| \| \| \| Diploceraspis \| \| \| \| |
|  |                                                               |
|  | Diplocaulus                                                   |
|  |                                                               |
|  | Diploceraspis                                                 |
|  |                                                               |

|  | Diplocaulus   |
|  |               |
|  | Diploceraspis |
|  |               |

|  | Diceratosaurus                                                |
|  |                                                               |
|  | \| \| Diplocaulus \| \| \| \| \| \| Diploceraspis \| \| \| \| |
|  |                                                               |
|  | Diplocaulus                                                   |
|  |                                                               |
|  | Diploceraspis                                                 |
|  |                                                               |

|  | Diplocaulus   |
|  |               |
|  | Diploceraspis |
|  |               |

|  | Diceratosaurus                                                |
|  |                                                               |
|  | \| \| Diplocaulus \| \| \| \| \| \| Diploceraspis \| \| \| \| |
|  |                                                               |
|  | Diplocaulus                                                   |
|  |                                                               |
|  | Diploceraspis                                                 |
|  |                                                               |

|  | Diplocaulus   |
|  |               |
|  | Diploceraspis |
|  |               |

|  | Urocordylidae |
|  |               |
|  | Aistopoda     |
|  |               |

|  | Scincosaurus |
|  |              |
|  | Sauravus     |
|  |              |

|  | Diceratosaurus                                                |
|  |                                                               |
|  | \| \| Diplocaulus \| \| \| \| \| \| Diploceraspis \| \| \| \| |
|  |                                                               |
|  | Diplocaulus                                                   |
|  |                                                               |
|  | Diploceraspis                                                 |
|  |                                                               |

|  | Diplocaulus   |
|  |               |
|  | Diploceraspis |
|  |               |

|  | Diceratosaurus                                                |
|  |                                                               |
|  | \| \| Diplocaulus \| \| \| \| \| \| Diploceraspis \| \| \| \| |
|  |                                                               |
|  | Diplocaulus                                                   |
|  |                                                               |
|  | Diploceraspis                                                 |
|  |                                                               |

|  | Diplocaulus   |
|  |               |
|  | Diploceraspis |
|  |               |

|  | Diceratosaurus                                                |
|  |                                                               |
|  | \| \| Diplocaulus \| \| \| \| \| \| Diploceraspis \| \| \| \| |
|  |                                                               |
|  | Diplocaulus                                                   |
|  |                                                               |
|  | Diploceraspis                                                 |
|  |                                                               |

|  | Diplocaulus   |
|  |               |
|  | Diploceraspis |
|  |               |

|  | Diceratosaurus                                                |
|  |                                                               |
|  | \| \| Diplocaulus \| \| \| \| \| \| Diploceraspis \| \| \| \| |
|  |                                                               |
|  | Diplocaulus                                                   |
|  |                                                               |
|  | Diploceraspis                                                 |
|  |                                                               |

|  | Diplocaulus   |
|  |               |
|  | Diploceraspis |
|  |               |

|  | Urocordylidae |
|  |               |
|  | Aistopoda     |
|  |               |

|  | Diceratosaurus                                                |
|  |                                                               |
|  | \| \| Diplocaulus \| \| \| \| \| \| Diploceraspis \| \| \| \| |
|  |                                                               |
|  | Diplocaulus                                                   |
|  |                                                               |
|  | Diploceraspis                                                 |
|  |                                                               |

|  | Diplocaulus   |
|  |               |
|  | Diploceraspis |
|  |               |

|  | Diceratosaurus                                                |
|  |                                                               |
|  | \| \| Diplocaulus \| \| \| \| \| \| Diploceraspis \| \| \| \| |
|  |                                                               |
|  | Diplocaulus                                                   |
|  |                                                               |
|  | Diploceraspis                                                 |
|  |                                                               |

|  | Diplocaulus   |
|  |               |
|  | Diploceraspis |
|  |               |

|  | Diceratosaurus                                                |
|  |                                                               |
|  | \| \| Diplocaulus \| \| \| \| \| \| Diploceraspis \| \| \| \| |
|  |                                                               |
|  | Diplocaulus                                                   |
|  |                                                               |
|  | Diploceraspis                                                 |
|  |                                                               |

|  | Diplocaulus   |
|  |               |
|  | Diploceraspis |
|  |               |

|  | Diceratosaurus                                                |
|  |                                                               |
|  | \| \| Diplocaulus \| \| \| \| \| \| Diploceraspis \| \| \| \| |
|  |                                                               |
|  | Diplocaulus                                                   |
|  |                                                               |
|  | Diploceraspis                                                 |
|  |                                                               |

|  | Diplocaulus   |
|  |               |
|  | Diploceraspis |
|  |               |

|  | Urocordylidae |
|  |               |
|  | Aistopoda     |
|  |               |

Cladograma basado en Ruta & Coates (2007).